# Kot i skrzypce
Kot i skrzypce (ang. The Cat and the Fiddle) – amerykański film z 1934 roku, pierwszy w historii kina film w którym użyto trójpasmowego Technicoloru w sekwencji żywej akcji.

## Obsada
- Ramón Novarro jako Victor Florescu
- Jeanette MacDonald jako Shirley Sheridan
- Frank Morgan jako Jules Daudet
- Charles Butterworth jako Charles
- Jean Hersholt jako profesor Bertier
- Henry Armetta jako taksówkarz
- Sterling Holloway jako posłaniec kwiatowy